# 與衆館

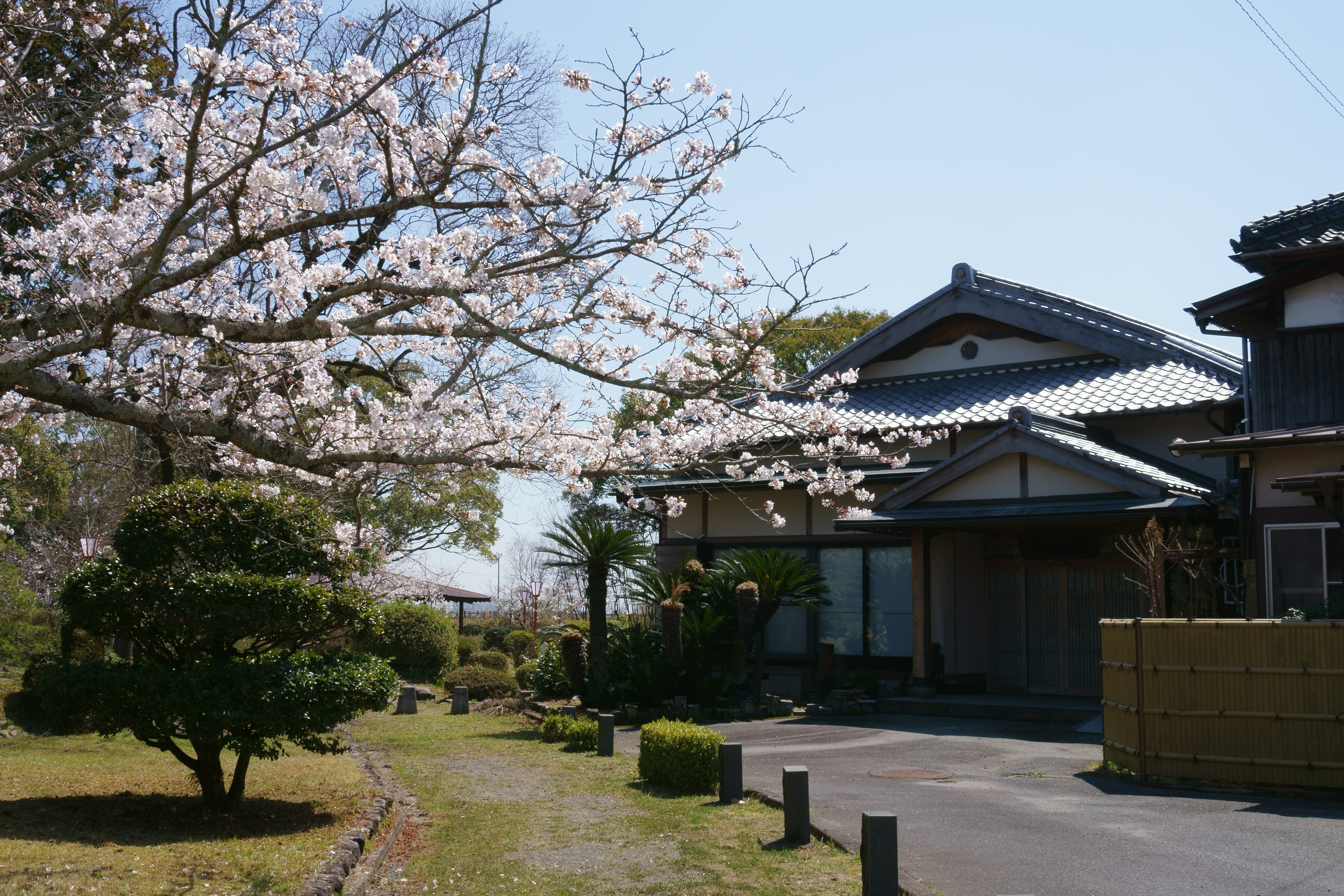
與衆館（2018年撮影）

與衆館（よしゅうかん）は、佐賀県佐賀市蓮池町大字蓮池にある蓮池公園内に建てられた宴会場。

## 概要
建造は1893年 （明治26年）。『雪月花の雅会並びに冠婚葬祭の場に供す』として、同じ町内に1892年 （明治25年）建てられた「先得亭」（戦後廃業）と共に市民に親しまれた。
子爵となった旧藩主鍋島氏の邸宅に小作米を納めた農民をねぎらう場としても使用されたという。
與衆館の名前の由来は「大衆に与（與）える館」に発しており、当初、官（佐賀藩の支藩である蓮池藩 ）が使用していたものを民間に払い下げたものといわれる。
佐賀は空襲を受けなかったので江戸時代後期～明治期の建物は多く残っており、この建物も明治中期のものであるがその後に幾度かの改修をされ、現在も割烹として使用され続けている。
正面には三州長炗の書で「與衆館」の額、また大広間には「天賜園」の額がある。